# Rozalla
Rozalla Miller (Ndola, 1964. március 18. –), művésznevén Rozalla zambiai származású zimbabwei énekesnő. Legismertebb dalai a "Faith (In the Power of Love)", az "Are You Ready To Fly", valamint az "Everybody's Free (To Feel Good)" – ez utóbbi nemzetközi szinten is óriási népszerűségre tett szert és rengeteg feldolgozást kapott a későbbiek folyamán. A Billboard magazin 2016-ban beválogatta minden idők 100 legsikeresebb dance előadója közé a 98. helyen.

## Diszkográfia

### Stúdióalbumok
- Spirit of Africa (1989)
- Everybody's Free (1992)
- Look No Further (1995)
- Coming Home (1998)
- Brand New Version (2009)